# Condado de Anderson (Kentucky)
El condado de Anderson (en inglés Anderson County), fundado en 1827 es un condado en el estado estadounidense de Kentucky. En el 2000 el condado tenía una población de 19,111 habitantes. La sede del condado es Lawrenceburg.. El condado lleva el nombre de Richard Anderson Jr., un legislador de Kentucky, Congresista de los EE. UU., y el ministro representante de Estados Unidos en Colombia.